# Національний природний парк «Кам'янська Січ»

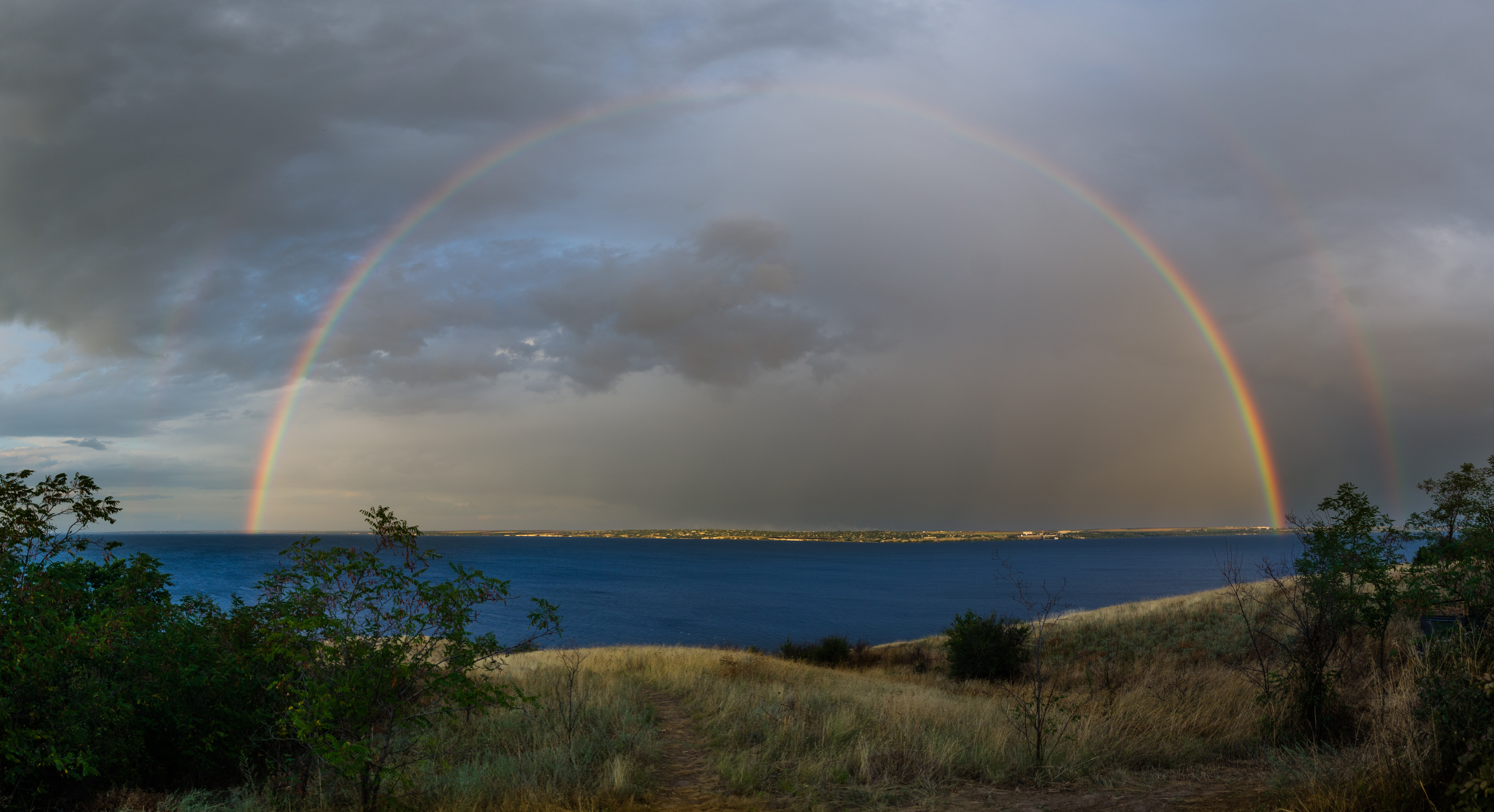

Панорама на затоку в парку «Кам'янська Січ» біля с. Милове

Кам'янська Січ — національний природний парк в Україні. Розташований на території Бериславського району Херсонської області.

## Історія
Створено указом Президента України Петра Порошенка від 11.04.2019 року № 140/2019.
Кабінет Міністрів України, відповідно до указу, зобов'язано забезпечити:
- затвердження у шестимісячний строк у встановленому порядку Положення про національний природний парк «Кам'янська Січ»;
- вирішення протягом 2019—2021 років відповідно до законодавства питання щодо надання національному природному парку «Кам'янська Січ» у постійне користування 6013,241 гектара земель, у тому числі з вилученням у землекористувачів, розроблення проекту землеустрою щодо відведення земельних ділянок та оформлення речових прав на земельні ділянки, а також проекту землеустрою щодо організації і встановлення меж території національного природного парку;
- розроблення протягом 2019—2020 років і затвердження в установленому порядку Проекту організації території національного природного парку «Кам'янська Січ», охорони, відтворення та рекреаційного використання його природних комплексів і об'єктів.

## Характеристика
Створено метою збереження генетичного, видового, ландшафтного та екосистемного різноманіття степів правобережжя Дніпра, інших природних комплексів і об'єктів, що мають важливе природоохоронне, наукове, естетичне, рекреаційне та оздоровче значення. 
До території національного природного парку включено 12261,14 гектара земель державної власності, а саме: 6013,241 гектара земель державної власності, що надаються національному природному парку в постійне користування, у тому числі з вилученням у землекористувачів, та 6247,899 гектара земель державної власності, що включаються до його території без вилучення у землекористувачів. Парк розташований в Бериславському районі Херсонської області. До його складу увійшли землі Качкарівської, Милівської, Новокаїрської, Червономаяцької та Новорайської сільрад. Парк створений на основі 2 крупних балок — Кам'янської та Милівської, також до його складу увійшли тераса річки Дніпро між селами Червоний маяк та Качкарівка, прилеглі до балок та тераси ділянки плакору, акваторія Каховського водосховища та затоплених ним пониззя балок.

## Флора
Територія національного природного парку «Кам'янська Січ» є досить багатою у флористичному відношенні. На території парку зростає понад 500 видів судинних рослин, серед них 46 особливо цінних видів, що перебувають під охороною. Зокрема, наголоватки волошкові (Jurinea cyanoides) включено до Резолюції № 6 Бернської конвенції. 
19 видів росли Парку занесено до Червоної книги України (астрагал Геннінга (Astragalus henningii), астрагал шерстистоквітковий (Astragalus dasyanthus), горицвіт волзький (Adonis wolgensis), дрік скіфський (Genista scythica), зіновать гранітна (Chamaecytisus graniticus ), ковила волосиста (Stipa capillata), ковила Лессінга (Stipa lessingiana), ковила українська (Stipa ucrainica), ковила найкрасивіша Stipa pulcherrima, шафран сітчастий (Crocus reticulatus), ламкоколосник ситниковий (Psathyrostachys juncea), тюльпан бузький (Tulipa hypanica), тюльпан Шренка (Tulipa schrenkii), повстянка дніпровська (Cymbochasma borysthenica) та ін.
26 видів рослин Парку занесено до Червоного списку Херсонської області (цибуля жовтувата (Allium flavescens Besser), анемонка лісова (Anemonoides sylvestris), барвінок трав'янистий (Vinca herbacea), белевалія сарматська (Bellevalia sarmatica), білолізник рогатий (Krascheninnikovia ceratoides), виноград лісовий (Vitis sylvestris), гвоздика Анджейовського (Dianthus andrzejowskianus), гіацинтик блідий (Hyacinthella leucophaea), ефедра двоколоскова (Ephedra distachya), загнітник головчастий (Paronychia cephalotes), кермек широколистий (Limonium platyphyllum), китятки чубаті (Polygala comosa), льон Черняєва (Linum czerniaëii), мигдаль карликовий (Amygdalus nana), наголоватки вузьколисті (Jurinea stoechadifolia), півники солелюбні (Iris halophyla), стоколосник різнолистий (Bromopsis heterophylla), тонконіг неплідний (Poa sterilis) тощо).
На схилах тераси Дніпра та балок і прилеглих ділянках плакору поширені цілинні ділянки типчаково-ковилових степів. На території Парку зареєстровано 8 рідкісних рослинних угруповань (формацій), що включені до Зеленої книги України: ковили волосистої Stipeta capillatae, ковили Лесінга Stipeta lessingianae, ковили найгарнішої Stipeta pulcherrimae, ковили української Stipeta ucrainicae, мигдалю степового Amygdaleta nanae, пирію ковилолистого Elytrigietea stipifolia, глечиків жовтих Nymphatae alba та сальвінії плаваючої Salvinietea natantis.
На території Парку представлені 3 оселища Резолюції № 4 Бернської конвенції:
E1.2 Багаторічні трав’яні кальцифітні угруповання та степи;
E2.2 Рівнинні та низькогірні сінокосні луки;
F3.247 Понтично-сарматські листопадні чагарникові зарості.
На території Парку виявлено 23 види несудинних рослин — мохоподібних та 68 видів лишайників. Серед видів лишайників, які занесені до Червоної книги України відмічено три, а саме Cetraria steppae, Leptogium shraderi, Xanthoparmelia camtscadales. Серед лишайників Червоного списку Херсонської області на території Парку зростають шість видів — Caloplaca sterilis, Diploschistes candidissimus, Diploschistes diacapsis, Heteroplacidium phaeocarpoides, Lecanora elenkinii, Placidiopsis cinerascens.

## Фауна
Тваринний світ Парку є досить різноманітним, представленим фауністичними комплексами степових ділянок, схилів ярів та балок, деревно-чагарниковим та водно болотним. В їх складі представлена значна кількість раритених тварин, що охороняються, як безхребетних (емпуза піщана  Empusa pennicornia (Pallas, 1786), дибка степова Saga pedo (Pallas, 1771), махаон Papilio machaon (Linnaeus, 1758), подалірій Iphiclides podalirius (Linnaeus, 1758), сколія-гігант Scolia maculata (Drury, 1773)) так і хребетних (чепура велика Egretta alba, канюк степовий Buteo rufinus, сиворакша Coracias garrulus, бджолоїдка звичайна Merops apiaster).
Окрасою Камянської та Милівської балок є сліпачок звичайний Ellobius talpinus. Він належить до ряду Гризуни Rodentia, родини Хом'якові Cricetidae. Один з 5 видів роду, єдиний вид роду у фауні України. Природоохоронний статус виду: Зникаючий. Типово степовий вид, приурочений до цілинних ділянок різнотравнозлакових і псамофітних степів. В недавній час достовірно відзначався лише на Луганщині та в Криму.

## Історичне значення

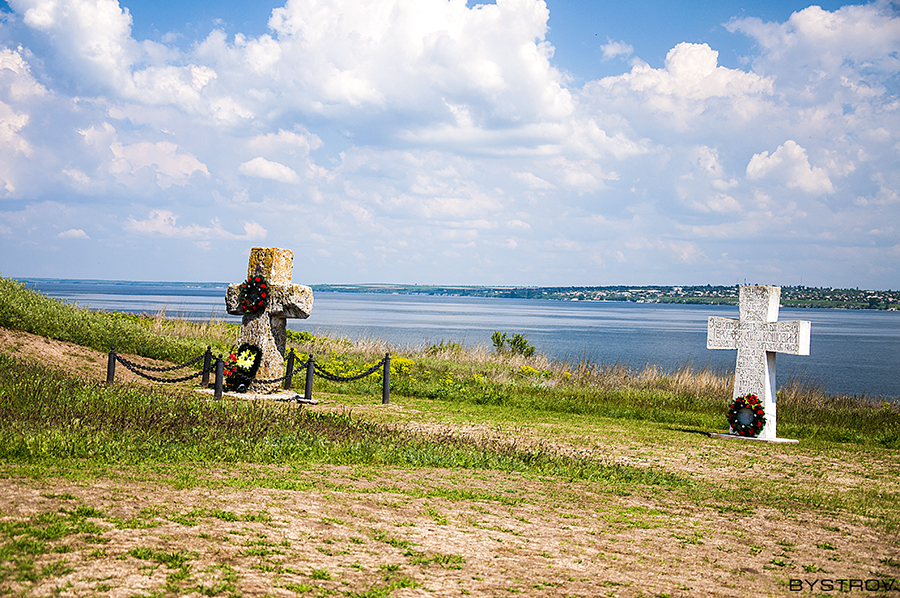

Територія Парку має велике історичне значення. Тут на високому березі Дніпра (тепер Каховського водосховища), при впадінні річки Кам'янки (околиця села Республіканець) в 1709—1711 рр. та в 1730—1734 рр. розташовувалась козацька Кам'янська січ. Сьогодні тут функціонує відділення Національного заповідника «Хортиця». На території січі знаходиться поховання з автентичним хрестом отамана Костя Гордієнка, та отамана — Василя Єрофеєвича, а також пам'ятний знак у вигляді обеліска отаману Костю Гордієнку та запорізьким козакам Кам'янської січі споруджений 1999 р. У 2019 році було встановлено хрест Якиму Богушу. 
Також в цьому місці розташовувалось помістя Агаркова кінця ХІХ — початку XX ст. Саме помістя не збереглося, лише підвали, деякі надземні будівлі та грот. В околицях Парку досліджені також пізньоскіфські Червономаяцьке та Консулівське городище, древньоруське поселення XII—ХІІІ століть, золотоординське XIII—XIV і ногайське XVI—XVII століть. На основі Червономаяцького городища заплановано створення історико-археологічного заповідника «Амадока». В регіоні Парку розташовані численні кургани (загалом 222 кургани на території 5 сільських рад). Деякі з них досягають значної висоти, ніколи не розорювалися і незважаючи на розташування серед полів, на них добре збереглася степова рослинність. 
Дуже цікавим є розташований на землях Червономаяцької сільради курган-майдан. Даний тип курганів характеризується глибокою впадиною в центральній частині, яка утворилася через видобування селітри з основи кургану. Це дуже рідкісний в Північному Причорномор'ї тип курганів. Також найближчі околиці Парку багаті на історичні пам'ятки. До найбільш визначних належать Святогригорівський Бізюків монастир та Печерна церква (с. Червоний маяк), Свято-Покровська церква (с. Качкарівка). Створення націленого на збереження степів заповідного об'єкту в місці значної концентрації археологічних та історичних пам'яток кочових народів та козацької доби є закономірним, оскільки, степи Причорномор'я за тих часів не були розорані. Степова цілина була природним оточенням цих об'єктів, середовищем існування кочовиків та козаків, тому для цілісного сприйняття цих пам'яток необхідно збереження також первісної природи цих місць.

## Соціально-економічне значення
Даний об'єкт розташовується на березі Каховського водосховища та вздовж узбережжя затоплених у нижній частині Кам'янської та Миловської балок. Водосховище разом із затопленними гирловими частинами балок формує протяжну  берегову смугу, що додатково підсилює рекреаційно-туристичний потенціал даної місцевості. З соціально-економічної точки зору важливими є також добре транспортне забезпечення (парк перетинає автодорога Херсон-Дніпропетровськ) та гарна забезпеченість трудовими ресурсами. Туристична привабливість Парку підсилюється вигідним суспільно-географічним положенням відносно міських агломерацій (Нікопольської, Каховсько-Бериславської та Херсонсько-Олешківської). 
Парк був створений на землях 5 сільських рад Бериславського району (Качкарівської, Миловської, Новорайської, Новокаірської, Червономаяцької), в яких проживає близько 9 тис. осіб. Основним видом діяльності населення є аграрне виробництво та соціальна сфера. Для території характерний високий рівень зареєстрованого та прихованого безробіття. Саме створення Національного природного парку є дієвим механізмом підвищення рівня зайнятості населення прилеглих територій. Крім прямого впливу на зайнятість за рахунок створення робочих місць працівників Парку, очікується збільшення зайнятості за рахунок надання послуг гостинності туристам, що будуть відвідувати цю природоохоронну установу.

## В період російського вторгнення до України
З початку російського вторгнення до України, доступу відвідувачів до об'єктів Національного заповідника Національного заповідника «Хортиця» — немає. Більш того, 1 лютого 2024 року, згідно повідомлення Міністерства культури України, російські окупанти скинули три авіабомби, в тому числі на об'єкти «Кам'янської Січі», де знаходяться досі недосліджені об'єкти І-ї  половини XVIII ст.. Співробітники Національного заповідника «Хортиця» розпочали документування наслідків атаки на унікальну пам’ятку козацької доби.

## Галерея

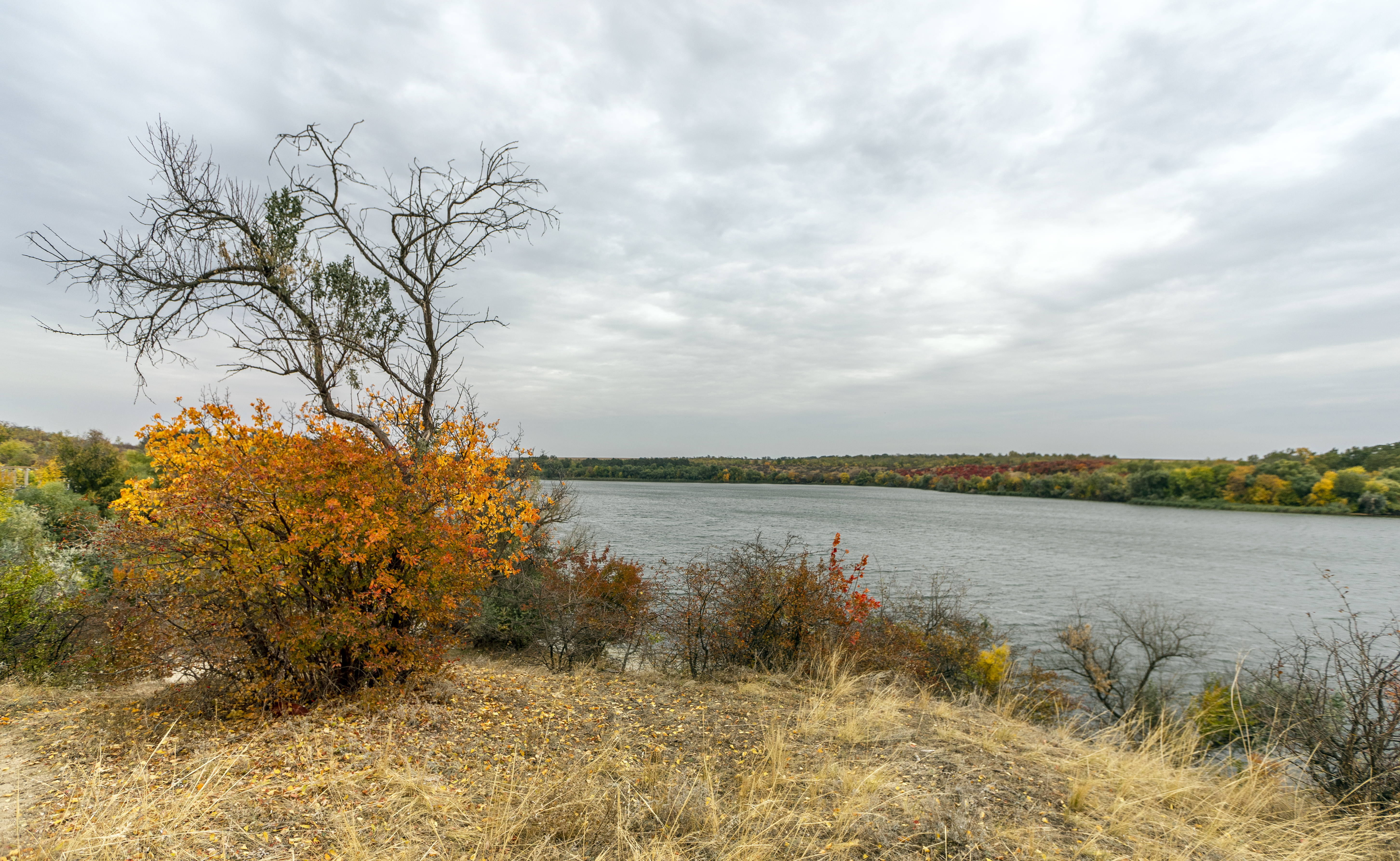
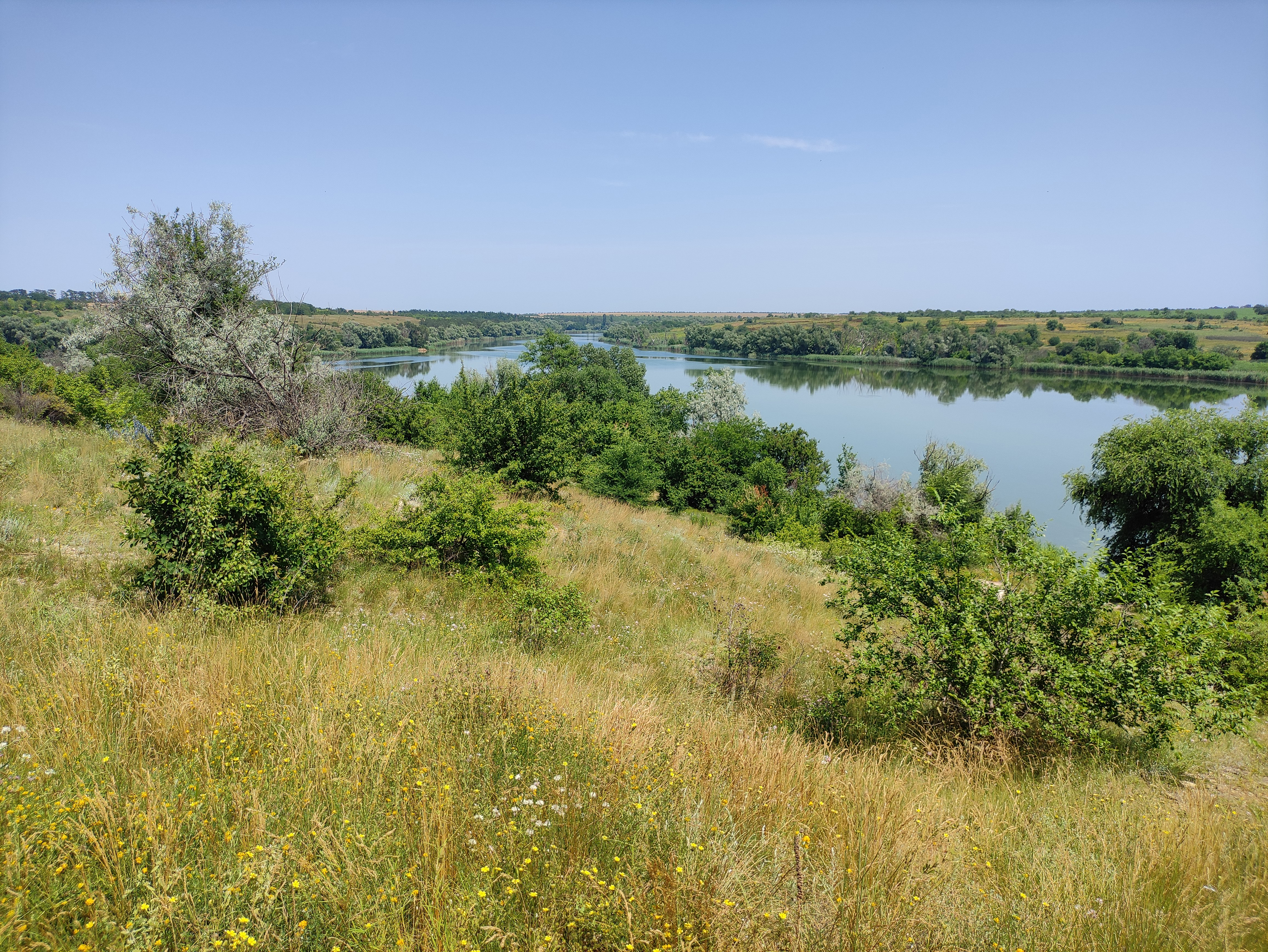
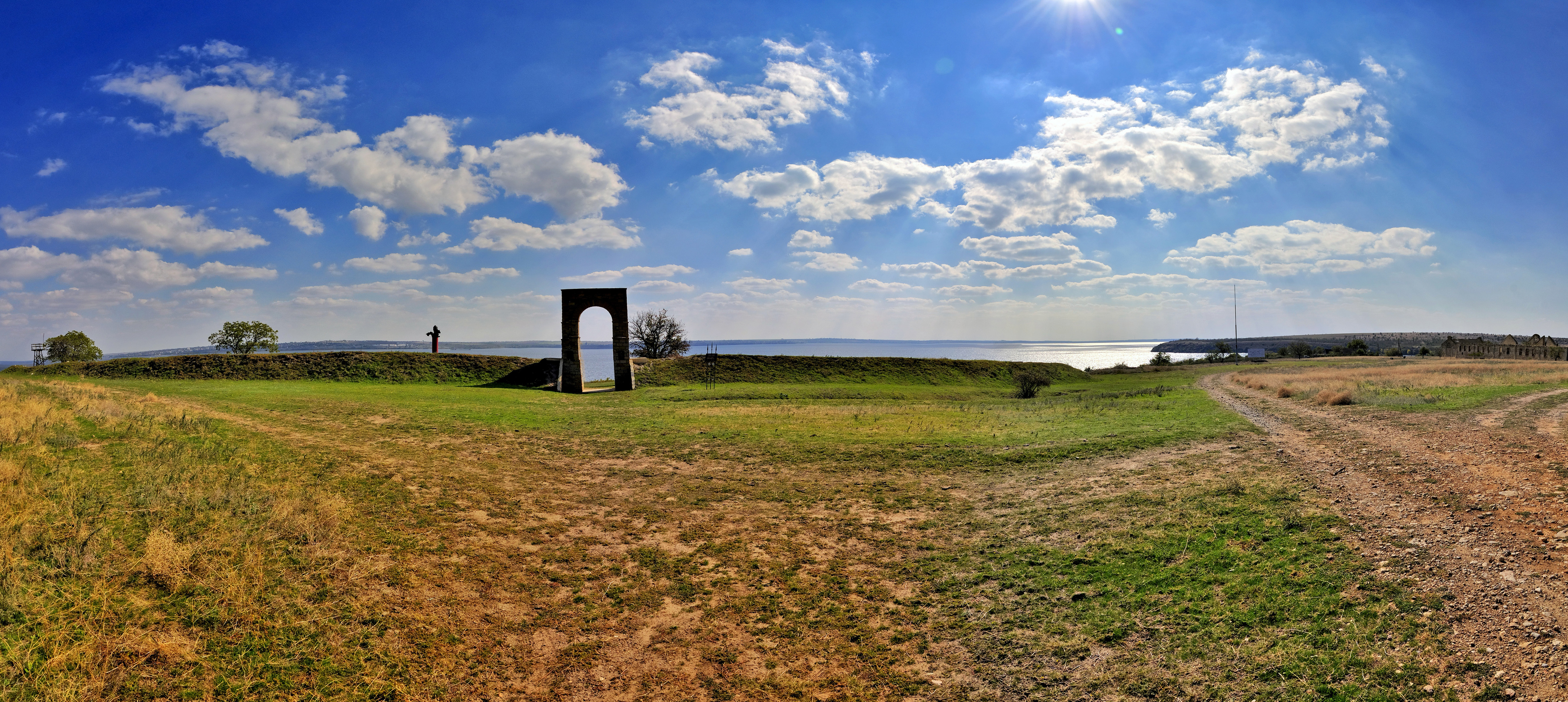